# Melchor Centeno Vallenilla
Melchor Centeno Vallenilla (Caracas, 27 de noviembre de 1905 - Caracas, 1 de febrero de 1986) Ingeniero electricista, profesor universitario e inventor.

## Biografía
Su padre fue el destacado ingeniero Melchor Centeno Grau. En 1930 se convierte en el primer latinoamericano en recibir el título de Bachelor of Science in Electrical Engineering, otorgado por el Instituto de Tecnología de Massachusetts (MIT). Vallenilla está entre los venezolanos con más patentes otorgadas en los Estados Unidos. Su primera patente, sobre las celdas fotoeléctricas, le fue otorgada en el año de 1927. Fue fundador de los estudios  de Ingeniería Electricista en la Universidad Central de Venezuela donde fue Profesor de Óptica y Radiación, Circuitos Eléctricos, Magnetismo y Transformadores y Luminotecnia y Canalizaciones. 
Su experticia como ingeniero electricista dio lugar a que el Estado venezolano solicitara su concurso para la organización de la empresa de energía eléctrica estatal, CADAFE, C.A., siendo parte de la primera Junta Directiva en carácter de suplente (1958); de igual manera fue miembro de la Comisión de Luminotécnica de la Comisión Venezolana de Normas Industriales (COVENIN) (1960-1963). Al crearse el Consejo Nacional de Investigaciones Científicas y Tecnológicas (CONICIT) integra el primer Directorio (1970-1973), así como la coordinación de la Comisión Técnica de Ciencias de la Ingeniería en la especialidad de Sistemas y Tecnologías Eléctricas.
Fue miembro de la Optical Society of América (1942) del American Institute of Physics), Miembro Correspondiente de la Academia de Ciencias Físicas, Matemáticas y Naturales (ACFMN) (Venezuela), (1942), del Illuminating Engineering Society de los Estados Unidos (1950); fue uno de los miembro fundadores de la Solar Energy Society (1955). Miembro Honorario de la Asociación Venezolana de Ingenieros Eléctricos y Mecánicos, la cual junto con la Asociación Venezolana de Ingenieros Industriales le otorgó la Distinción Ingeniería de la Industria en 1970. Ese mismo año el Ejecutivo Nacional le condecoró con la Orden Andrés Bello en su segunda clase. En 1972, la Universidad Simón Bolívar le reconoció como Profesor Honorario. Hasta su muerte, estuvo activo en el laboratorio que había construido en su casa, al este de Caracas, para hacer sus investigaciones sobre la televisión y celdas solares. Los galpones remodelados que, hoy en día, utiliza el Centro de Arte Los Galpones. En honor a sus grandes estudios y contribuciones la Escuela de Ingeniería Eléctrica de la Universidad Central de Venezuela, en Caracas, lleva su nombre. 

## Vida personal
Hijo del ingeniero, político y pionero de la sismología en el pais  además de Ministro de Hacienda y posteriormente de Obras Públicas ,Melchor Centeno Grau y de Hercilia Valllenilla Lanz. Nacido en Cumaná, Estado Sucre . Su hermano es el pintor venezolano Pedro Centeno Vallenilla (1899-1988). 